# Karasundet

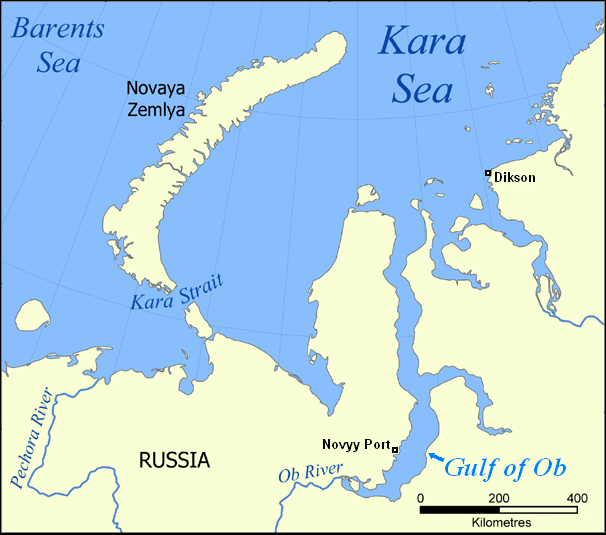
En karta som på engelska visar Karasundet.

Karasundet (ryska: Пролив Карские Ворота; Proliv Karskiye Vorota) är ett 56 km brett sund mellan den södra delen av Novaja Zemlja och den norra spetsen av Vajgatjön. Sundet förbinder Karahavet och Barents hav i norra Ryssland.
Karasundet var en viktig vattenväg i början av utforskningen av Nordostpassagen.